# Larangan (Pengadegan)
Larangan is een bestuurslaag in het regentschap Purbalingga van de provincie Midden-Java, Indonesië. Larangan telt 3991 inwoners (volkstelling 2010).